# 龙洞乡 (苍溪县)
龙洞乡，是中华人民共和国四川省广元市苍溪县曾经下辖的一个乡。2020年5月，撤销黄猫乡、龙洞乡，设立黄猫垭镇，以原黄猫乡和原龙洞乡龙门社区、回龙村、棋盘村、大元村、远景村、茅坪村、后河村所属行政区域为黄猫垭镇的行政区域。将原龙洞乡柳溪村、柳河村、普济村所属行政区域划归高坡镇管辖。

## 行政区划
龙洞乡撤销前下辖以下地区：
龙门社区、回龙村、棋盘村、大元村、远景村、茅坪村、后河村、柳溪村、柳河村和普济村。